# Dianthus guliae
Dianthus guliae là loài thực vật có hoa thuộc họ Cẩm chướng. Loài này được Janka mô tả khoa học đầu tiên năm 1874.